# Kompagnoner om Lykken
Kompagnoner om Lykken er en amerikansk stumfilm fra 1917 af Reginald Barker.

## Medvirkende
- Enid Bennett som Doris Wingate.
- Charles Gunn som Robert Lee Hollister.
- Thelma Salter som Dolly Temple.
- Andrew Arbuckle som Nicodemus.
- Gertrude Claire som Miss Pratt.